# Henri Bouchard (sculpteur)
Pour les articles homonymes, voir Henri Bouchard et Bouchard.
Henri Bouchard, né le 13 décembre 1875 à Dijon et mort le 30 novembre 1960 à Paris, est un sculpteur et médailleur français.

## Biographie

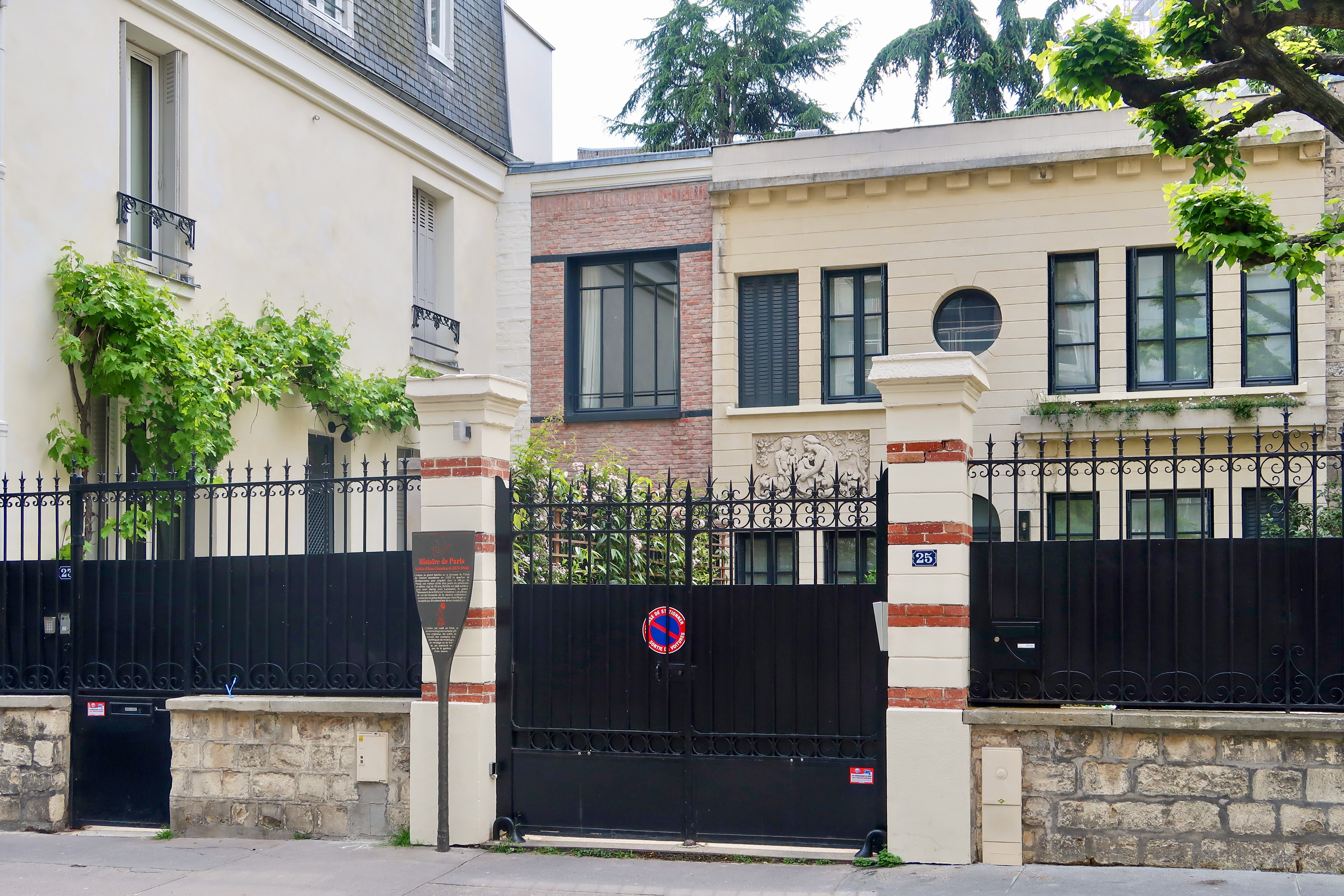
L'ancien musée Bouchard, no 25 rue de l'Yvette à Paris.

Fils d'un menuisier dijonnais, Louis Henri Bouchard entre comme apprenti chez un décorateur ornemaniste où il apprend les rudiments de la sculpture. En 1889, il suit dans le même temps, les cours de l'École des beaux-arts de sa ville natale, où il est l'élève du sculpteur dijonnais François Dameron. Il s'inscrit à l'Académie Julian à Paris et entre à l'École nationale supérieure des arts décoratifs, où il est l'élève d'Hector Lemaire de 1889 à 1894. Il entre ensuite à l'École des beaux-arts de Paris dans l'atelier du sculpteur Louis-Ernest Barrias de 1895 à 1901.
En 1901, il remporte le grand prix de Rome sur le thème de l’Exil d'Œdipe et d'Antigone chassés de Thèbes. De 1902 à 1906, il est pensionnaire à la villa Médicis à Rome, d'où il envoie des œuvres comme le Faucheur (1904), Débardeur du Port de Naples, Fillette à la cruche ou Jeune danseuse romaine.
Il voyage de 1903 à 1905. Outre l'Italie, il visite la Tunisie en 1903, le Maroc en 1904 et la Grèce en 1905. Ces années aiguisent son goût pour la vie quotidienne et le labeur des classes populaires.
De retour en France en 1906, il vit et travaille dans le quartier Montparnasse à Paris où, dans la lignée de Jules Dalou ou de Constantin Meunier, il développe son approche naturaliste du monde des travailleurs. Il reçoit sa première commande de l'État en 1907. De 1910 à 1917, il est nommé professeur à l'Académie Julian. Son art devient plus stylisé, rythmé, plus décoratif aussi. Il crée de petites pièces décoratives et reçoit de nombreuses commandes d'œuvres monumentales et de reliefs.
En 1911, il effectue un voyage en Allemagne, où il réalise un portrait de Claus Sluter. Bouchard voyage en 1912 vers le nord, en Angleterre, Belgique et aux Pays-Bas.
En 1913, il épouse la peintre Suzanne Schneller dont il modèle le buste. Il élèvera avec elle trois enfants. Durant la Première Guerre mondiale, il est mobilisé dans la section du camouflage de l'Armée française à Amiens. Il est nommé chevalier de la Légion d'honneur en 1914. Démobilisé, Bouchard rentre à Paris en février 1919.
Pour répondre aux nombreuses commandes qui lui sont passées, il se fait construire en 1924 un atelier à Paris dans le quartier d'Auteuil, qui deviendra le musée Henri Bouchard, fermé en mars 2007, pour être transféré à La Piscine à Roubaix. Il participe à l'Exposition internationale des Arts décoratifs et industriels modernes de 1925. De 1928 à 1929, il est professeur à l'École nationale supérieure des arts décoratifs, puis de 1929 à 1945, il devient professeur et chef d'atelier à l'École des beaux-arts de Paris.
En 1930, il est élu membre agrégé étranger à l'Académie royale des beaux-arts d'Anvers (au fauteuil du sculpteur Antoine Bourdelle). En 1933, il devient membre de l'Académie des beaux-arts de Paris. Il est nommé membre associé de l'Académie royale des beaux-arts de Bruxelles en 1939. 
De 1940 à 1945, Bouchard est président du Salon des artistes français.
De 1941 à 1945, il participe au Groupe Collaboration. Il fait partie du voyage en Allemagne en 1941 sur l'invitation de l'occupant allemand, avec onze autres artistes. Il signe un article sur ce voyage dans la revue L'Illustration, dans lequel il écrit : « Alors j'ai dit ce que j'ai vu : la vie presque féerique que le gouvernement du Reich sait faire à ses artistes, qui semblent être là les enfants chéris de la nation. ».
En 1942, il est membre du comité d’honneur de l’exposition Arno Breker à Paris.
La même année, faisant suite à la loi du 11 octobre 1941 sur la mobilisation des métaux non ferreux, trois de ses sculptures en bronze sont fondues : le Monument au maire de Beaune à Beaune, Défrichement à Charleville-Mézières et Le Faucheur à Aspet.
En 1944, à la Libération, il est reconnu comme collaborateur par le comité directeur du Front national des arts réuni sous la présidence de Pablo Picasso. Le Parquet classera ensuite le dossier après son étude.
En hommage à Lucien Louis Bunel, il réalise le Monument au père Jacques de Barentin, l'une de ses dernières grandes sculptures, en 1948. Le 5 novembre 1958, il prononce l'éloge funèbre de son confrère Paul Niclausse à l'église Saint-Germain-des-Prés à Paris.
Henri Bouchard meurt le 30 novembre 1960 à Paris, laissant un atelier rempli de nombreuses esquisses, plâtres et sculptures. Il est inhumé au cimetière d'Aiserey (Côte-d'Or), aux côtés de son épouse Suzanne Schneller,.

## Postérité

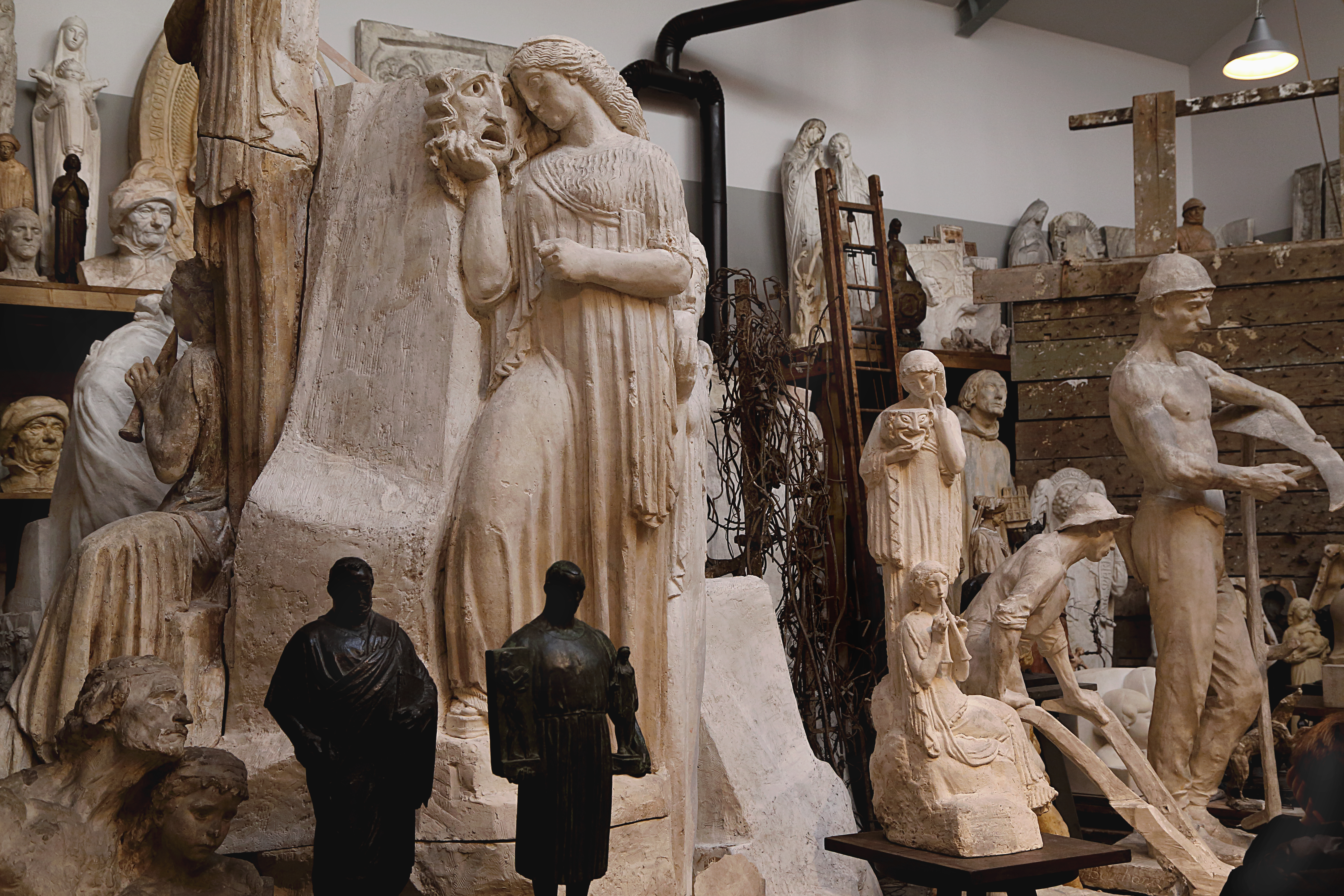
Reconstitution de l'atelier Henri Bouchard au musée de La Piscine à Roubaix.

Par arrêté du 13 décembre 2006 est décidé le transfert de l'atelier du sculpteur, préservé dans le 16e arrondissement de Paris (le musée Bouchard) depuis sa mort ainsi que 1 300 de ses œuvres, au musée de La Piscine à Roubaix. L'atelier du sculpteur y sera remonté à l'identique et est accessible au public depuis 2018.

## Œuvres

### Sculptures
- 1905 : 
  - Le Débardeur, statuette en bronze, 71 × 28 × 39 cm, Paris, musée d'Orsay.
  - Piocheur bourguignon, statuette en bronze, 45 × 70 × 30 cm, Paris, musée d'Orsay.

- 1907 : Le Laboureur au repos, statue en bronze, jardin public, Chaabat El Leham (wilaya d'Aïn Témouchent, Algérie)[17].

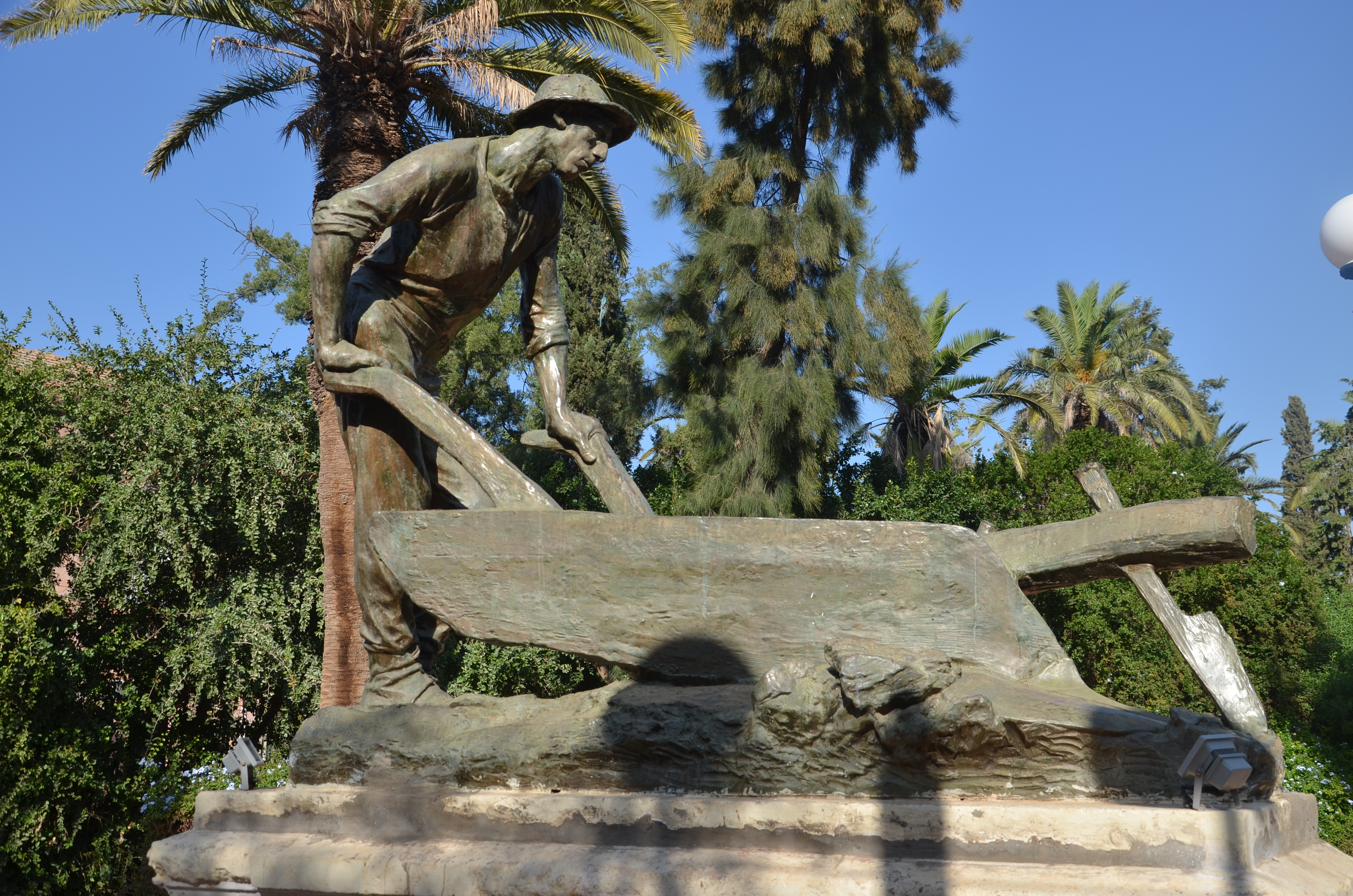
Le Laboureur au repos (1907), Chaabat El Leham.

- 1908 : Forgeron au repos[réf. nécessaire].

- 1909 : 
  - Pêcheur breton[réf. nécessaire] ;
  - Monument aux aéronautes victimes de la catastrophe du dirigeable "République", Trévol[17].
  - Le Défrichement, inauguré en 1931 à Charleville-Mézières[17], en partie fondu sous le régime de Vichy, dans le cadre de la mobilisation des métaux non ferreux[18].
  - 1909-1917 : Monument international de la Réformation, Genève.

- 1910 : 

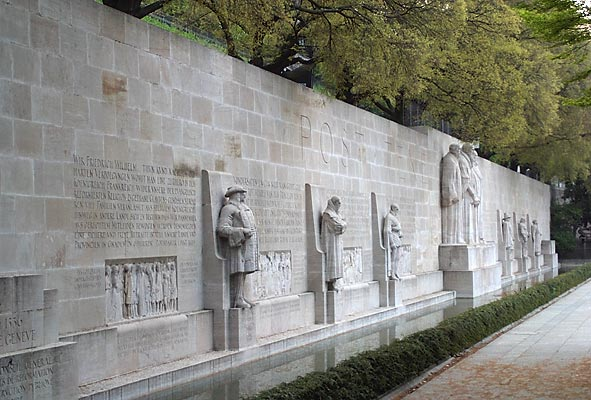
Monument international de la Réformation (1909-1917), Genève.

  - Monument à Étienne-Jules Marey, place Marey à Beaune (Côte-d'Or) ;
  - Jeune fille et gazelle[réf. nécessaire].

- 1911 : 
  - Monument à Louis Courajod, bas-relief, Orbais-l'Abbaye ;
  - Pierre de Montreuil, statuette en plâtre, Roubaix, La Piscine[19] ;
  - Les Quatre évangélistes, placés en haut du campanile de la basilique du Sacré-Cœur de Montmartre à Paris ;
  - Au pâturage[réf. nécessaire] ;
  - Atlantes des façades du no 4 rue Jasmin (au coin de la rue de l'Yvette) à Paris.

- 1912 : 
  - Claus Sluter, statuette en terre cuite, 68 × 23 × 22,5 cm, Dijon, musée des Beaux-Arts.

- 1914 :
  - Monument à François Louis Forestier, 1914, bas-relief, hôtel de ville d'Aix-les-Bains ;
  - Cariatides, figures masculines pour la façade de l'immeuble du no 148 boulevard Malesherbes à Paris.

- 1919 : 
  - Mes enfants ; Enfants jouant ; Parents martyrs, bois[réf. nécessaire].
  - Quatre allégories du Printemps, bas-reliefs ornant la façade des Magasins du Printemps, à l'angle de la rue Charras à Paris.

- 1920 : Autoportrait, bronze, Dijon, musée de la vie bourguignonne Perrin de Puycousin.

- 1921 : 
  - Monument aux morts de Luzech ;
  - Aux Héros inconnus, aux martyrs ignorés morts pour la France, Panthéon de Paris, en souvenir des soldats de la Première Guerre mondiale.

- 1923 :
  - Bédouine, statuette, tenant un dromadaire dans une main et une autochenille dans l'autre, est réalisée pour André Citroën. (CDHA)[20], localisation inconnue ;
  - Veilleur berbère, statuette, a été offerte à Louis Audouin-Dubreuil. (CDHA)[21], localisation inconnue ;
  - La statuette d'Antinéa, non datée est offerte à Georges-Marie Haardt, chef de la mission raid sportif de Citroën. (CDHA)[22], localisation inconnue ;
  - Le Raid sportif de Citroën, Borne routière, Touggourt. Ce monument est composé de six faces : Soudan, Hoggar, Algérie, trois faces documentaires et trois bas-reliefs ;
  - Jeune Fille au lévrier, marbre, 63 × 41 × 20 cm, Dijon, musée des Beaux-Arts ;
  - Monument aux morts de Dijon, composé des figures de L'Alsace et la Lorraine rendues à la France, du Poilu de la Marne et du Poilu de Verdun ;

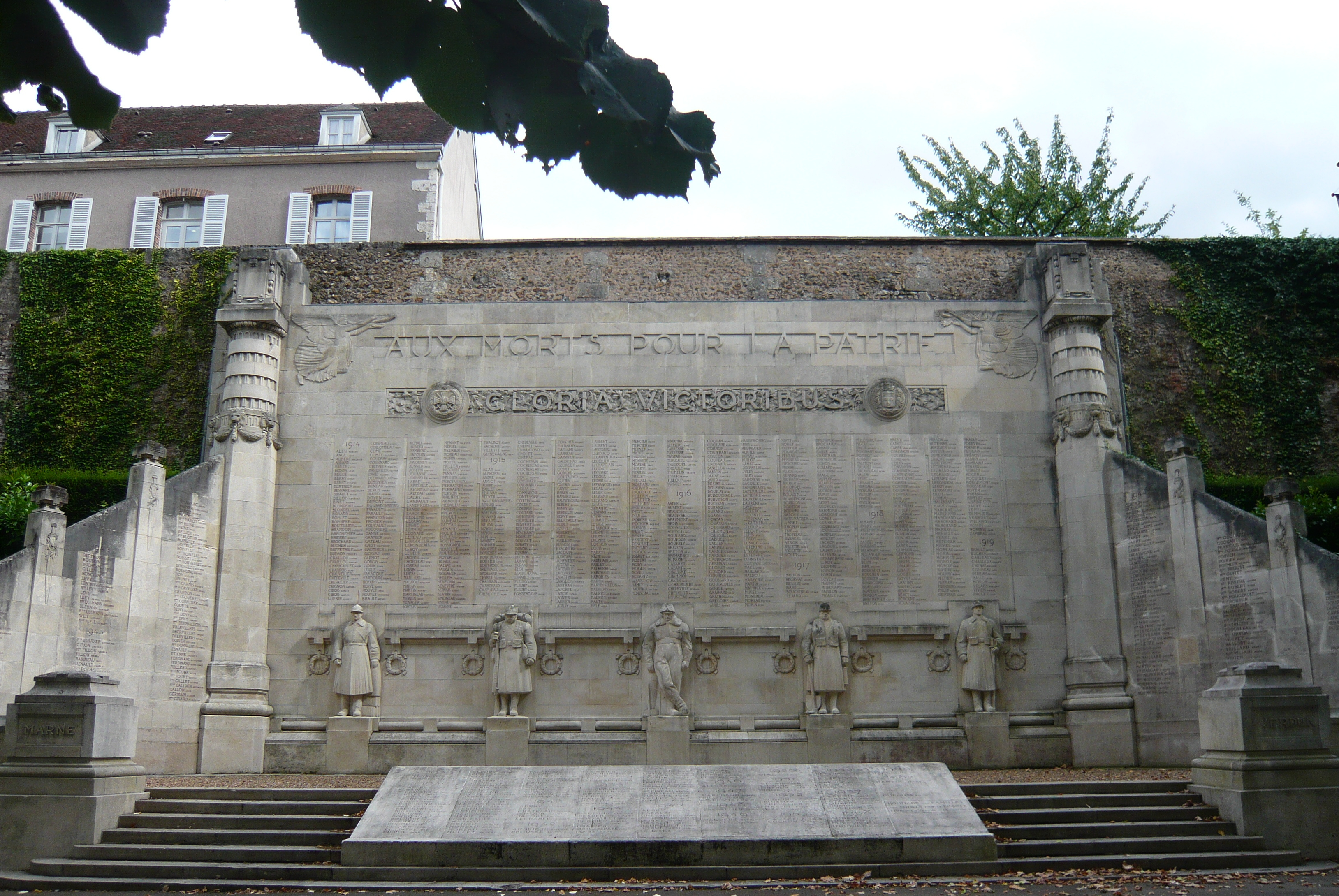
Monument aux morts de la guerre 1914-1918, Chartres, Eure-et-Loir.

- - Monument aux morts de la Première Guerre mondiale de Chartres, butte des Charbonniers : cinq statues en calcaire personnifient cinq armes ayant pris part aux combats, l'artillerie, l'infanterie, l'aviation, le génie et la cavalerie (de gauche à droite) ; ces sculptures d'Henri Bouchard sont présentées dans une architecture de Léon Boucher, inaugurée le 16 septembre 1923[23].

- 1924 :
  - Le Sculpteur[réf. nécessaire] ;
  - L'Architecte[réf. nécessaire].

- 1925 :
  - Salon de l'Ambassade ; Patio Bouchard ; Fontaine de la Manufacture de Sèvres ; Pavillon du Printemps pour le Salon des arts décoratifs à Paris ;
  - Amabilis, sculpteur romain, statue en plâtre, musée des Beaux-Arts de Lyon.

- 1926 : 
  - Une œuvre religieuse pour le maître-autel de l'abbaye du Mont-Saint-Michel, et des sculptures pour les églises reconstruites dans le nord de la France[réf. nécessaire].
  - Monument aux morts de Fontenay-le-Comte[24] :
  - Monument aux morts d'Antibes, devant le Fort-Carré.
- 1927 : Victoire sommitale du Monument aux morts de Caen dessiné par Paul Bigot.
- 1932-1935 : bas-relief monumental se déployant autour d'une figure de Christ en roi sur le fronton de l'église Saint-Pierre-de-Chaillot à Paris.
- 1932 : Jeanne d'Arc écoutant les voix[réf. nécessaire].
- 1932 : frise en bas-relief décorant la façade de l'École nationale supérieure de techniques avancées (ENSTA ParisTech), boulevard Victor à Paris.
- 1933 : Jehan de Chelles, statue en pierre, Chelles, parc du Souvenir.
- 1935 : Paul Morel, statue au jardin anglais de Vesoul.
- 1936 : Apollon musagète, groupe commandé par l'État pour le palais de Chaillot, à l'occasion de l'Exposition universelle de 1937 à Paris.
- 1937 : Monument à Camille Saint-Saëns, dans le foyer de l'Opéra Garnier à Paris.
- 1938 : Monument aux Mères françaises, en collaboration avec Alexandre Descatoire, jardin du Monument-aux-Mères-Françaises à Paris.
- 1938 : tympan de la façade de l'église Saint-Pierre de Chaillot à Paris.
- 1948 : Le Père Jacques.
- 1959-1960 : 
  - Monument à Vauban, place Santiago-du-Chili à Paris ;
  - Porteur de benaton[25], petite cour du château du Clos de Vougeot à Vougeot ;
  - Monument aux morts de Louveciennes.

- Non daté :
  - autel du Calvaire dans la cathédrale Notre-Dame-et-Saint-Vaast d'Arras[26] ;
  - Gisant du cardinal Louis-Ernest Dubois, cathédrale Notre-Dame de Paris (sud-est du déambulatoire, contre la clôture du chœur.

### Monuments funéraires
- Louveciennes, cimetière des Arches : Tombe du peintre Léon Kamir.
- Paris, cimetière du Père-Lachaise :
  - Tombe de Gabriel Pierné ;
  - Tombe d'Albert Bartholomé ;
  - Buste du général Paul François Grossetti.

### Médailles
- République française, ministère de l'Agriculture, Concours central hippique Paris, bronze, 50 mm, 62 g.
- Raid Citroën, 1923, médaille

## Élèves notoires
- Jean-Marie Baumel.
- Philippe Besnard (1885-1971), à Rome en 1913[27].
- Charles Bigonet, sculpteur.
- Albert Bouquillon (1908-1997), de 1927 à 1934, premier prix de Rome en 1934.
- Jean Fréour, en 1941.
- Francis Guinard (1931-1939), entre 1945 et 1947, second prix de Rome en sculpture de 1947.
- André Méric (1900-1971) à l'Académie Julian vers 1921.
- Olivier Pettit (1918-1979), de 1939 à 1942.
- Guy-Charles Revol (1912-1991), entre 1936 et 1937.
- Pierre Thézé (1913-1999), entre 1936 et 1945.

## Expositions
- « Henri Bouchard (1875-1960), Quelques dessins », La Piscine à Roubaix, du 21 juin au 21 septembre 2008.

## Hommages
- La ville de Dijon a donné son nom à une impasse.
- La ville de Rochetaillée-sur-Saône a donné son nom à une rue.
- La ville de São-Paulo dans le district de Vila Leopoldina (Brésil), a donné son nom à une rue (rua Henri Bouchard).

### Iconographie
- Carolus-Duran, Portrait du sculpteur Henri Bouchard, 1906, huile sur toile, Roubaix, La Piscine (présentation en ligne : Didier Rykner, « Deux œuvres de Carolus-Duran pour Roubaix et pour Lille », La Tribune de l'Art, 23 juin 2007).